# Isla de Sazan
La isla de Sazan o Sazanit (en italiano Saseno; en griego Σάσων, Sason) es una pequeña isla estratégicamente localizada a la entrada de la bahía de Vlorë en Albania. La isla tiene una superficie de 5 km² y está deshabitada. En la actualidad se utiliza para prácticas militares. 

## Historia
La isla se conocía en la Antigüedad con el nombre de Saso. Durante la Era Moderna, la isla perteneció originalmente a Venecia. La isla pasó a formar parte del Protectorado británico tras las guerras napoleónicas. La isla se cedió a Grecia, junto con el resto de las islas jónicas en 1864. Tras la segunda guerra balcánica en 1913, Italia y Austria presionaron a Grecia para que evacuara la isla al sur de Albania. Considerándola de poca importancia estratégica, Grecia evacuó la isla, que volvió a ser ocupada por Italia el 30 de octubre de 1914. Bajo el gobierno italiano se convirtió en una base militar, siendo ratificada su posesión, el 26 de abril de 1915, como parte del secreto Tratado de Londres.
Tras la Primera Guerra Mundial, Albania cedió formalmente la isla a Italia el 2 de septiembre de 1920 como parte del protocolo albano-italiano.
La isla fue devuelta a Albania el 10 de febrero de 1947, cumpliendo los tratados que garantizaban el fin de la Segunda Guerra Mundial.